# Cycloramphus fuliginosus
Cycloramphus fuliginosus es una especie de anfibio anuro de la familia Cycloramphidae. Se distribuye por la mata atlántica del sudeste de Brasil. Habita en bosques primarios y secundarios hasta los 1000 m de altitud. Se reproduce en arroyos.